# SJ Ä2
SJ Ä2 31 was een dieselhydraulische rangeerlocomotief, gebouwd door de Zweedse fabriek Nydqvist & Holm AB (NOHAB) te Trollhättan in 1949 als proefloc voor een nieuw te bouwen serie. De locomotief was voorzien van twee Atlas K56ET dieselmotoren van elk 330 kW.
De locomotief werd vanaf 1949 beproefd door de Statens Järnvägar, die de locomotief in 1952 overnam en als Ä2 31 in dienst stelde. In 1954 werd de locomotief hernoemd in V2 31. De locomotief was niet bepaald succesvol, waardoor er geen vervolg kwam. In 1961 werd de locomotief buiten dienst gesteld en in 1966 gesloopt. De beide motoren kregen een nieuwe toekomst buiten de spoorwegen. Een motor werd gebruikt als reserveaggregaat in een machinefabriek in Växjö en is na het buiten gebruik stellen aldaar in het bezit gekomen van een particulier.